# Peugeot 408 (berline)
Pour les articles homonymes, voir Peugeot 408.
La Peugeot 408 est une berline compacte tricorps du constructeur automobile français Peugeot, fondée sur la Peugeot 308. Elle est vendue en Asie, en Russie, en Amérique du Sud et dans certains pays d'Europe de l'Est. La première génération est sortie en 2010, la deuxième, en 2014.

## Peugeot 408 (2010)

phase 3.
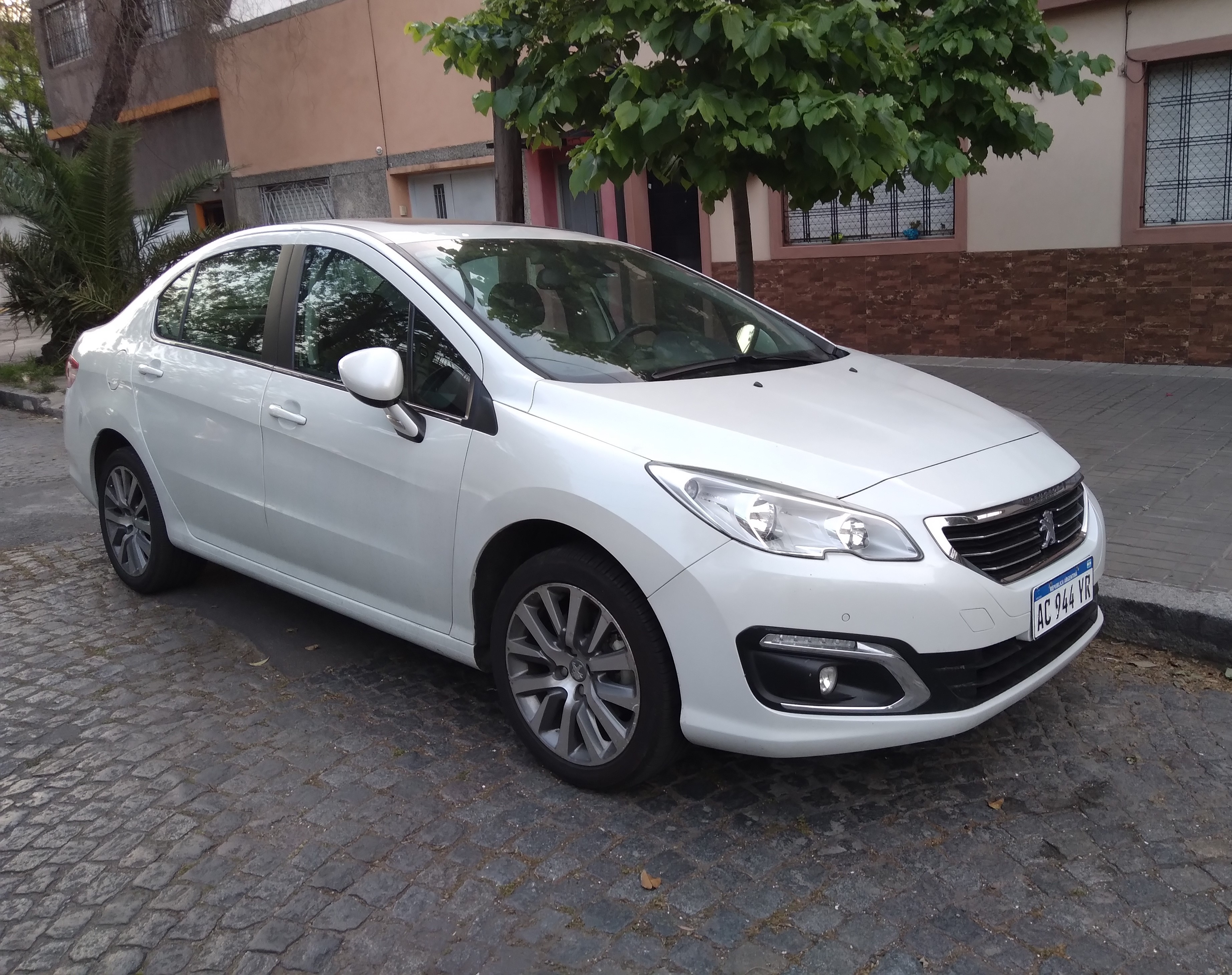

La Peugeot 408 est une berline tricorps présentée par Peugeot et Dongfeng Motor Corporation le 24 janvier 2010 à Pékin. Elle remplace les versions hautes de la Peugeot 307 Sedan. C'est une berline à coffre séparé construite sur la plate-forme allongée de la 308 de 2007. Elle se place légèrement au-dessus de la 308 Sedan sortie l'année d'après, en taille et en prix. C'est par contre la 408 qui hérite de l'intérieur de la 308, tandis que la 308 Sedan dispose d'un nouvel intérieur spécifique.
Elle est d'abord construite en Chine, pays pour lequel elle est conçue, puis elle est produite pour le marché sud-américain à l'usine PSA de Buenos Aires et lancée officiellement au salon de São Paulo en octobre 2010. Le constructeur malaisien NAZA Group a annoncé fin 2010 le lancement de sa production pour les pays du sud-est asiatique.
Depuis la fin 2012, elle est produite dans l'usine PSA de Kalouga en Russie. En avril 2013, il est annoncé qu'au Viêt Nam, la 408 sera assemblée par le partenaire local de Peugeot qui est Thaco.
La 408 a été légèrement restylée pour 2013, avec l'adoption du nouveau lion reposant directement sur le capot et une barrette de chrome en moins. La plateforme EMP2 de la 408 II n'étant pas exportée en Amérique du Sud, la 408 de première génération reçoit en 2015 un second restylage façon 308 II GT.
La plateforme EMP2 n'étant pas industrialisée en Amérique du Sud, la 408 de première génération y reste commercialisée et reçoit en 2015 un second restylage la rapprochant stylistiquement de la 308 II (optiques réduites, logo et texte Peugeot, anti brouillards ronds, capot moins profilé...).
L'intérieur subit quelques modifications pour accueillir quelques éléments de la 308 II. On trouve ainsi un écran tactile parfaitement intégré dans la console centrale, à la place du traditionnel poste CD/MP3 et du vide poches.
En 2017, Peugeot lance une série limitée Roland Garros pour l'Amérique du Sud.
La même année, la 408 russe reçoit un restylage similaire à celui de la version sud-américaine. 
Début 2019, la 408 cesse d'être commercialisée au Brésil à cause de faibles volumes de vente. Elle continue d'être proposée en Argentine et dans quelques pays d'Amérique du Sud.

En même temps que la Peugeot 308 I, la Peugeot 408 I cesse définitivement d'être produite en Argentine courant 2021, sans remplaçante directe locale ni importée.

phase 2.
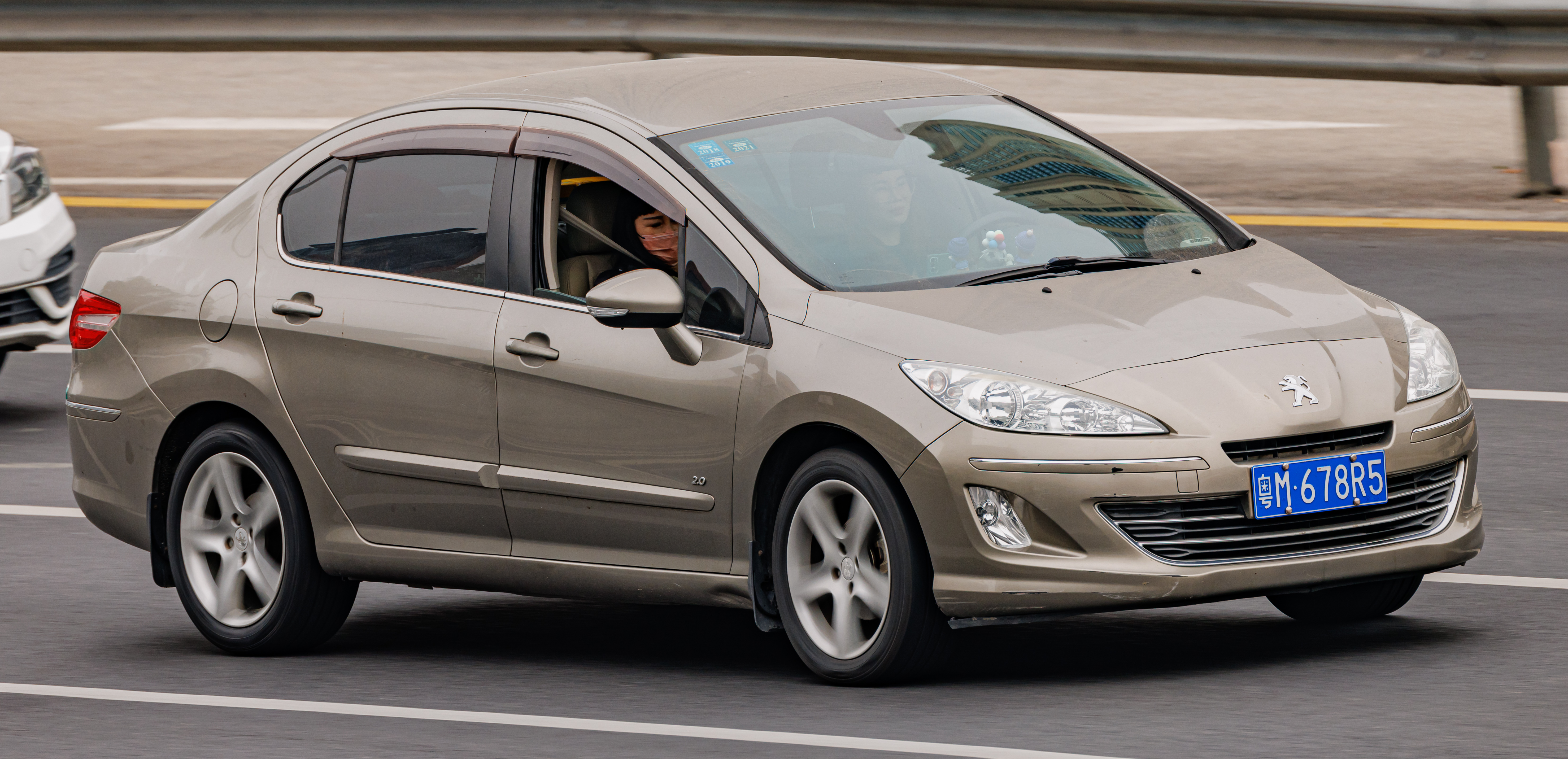
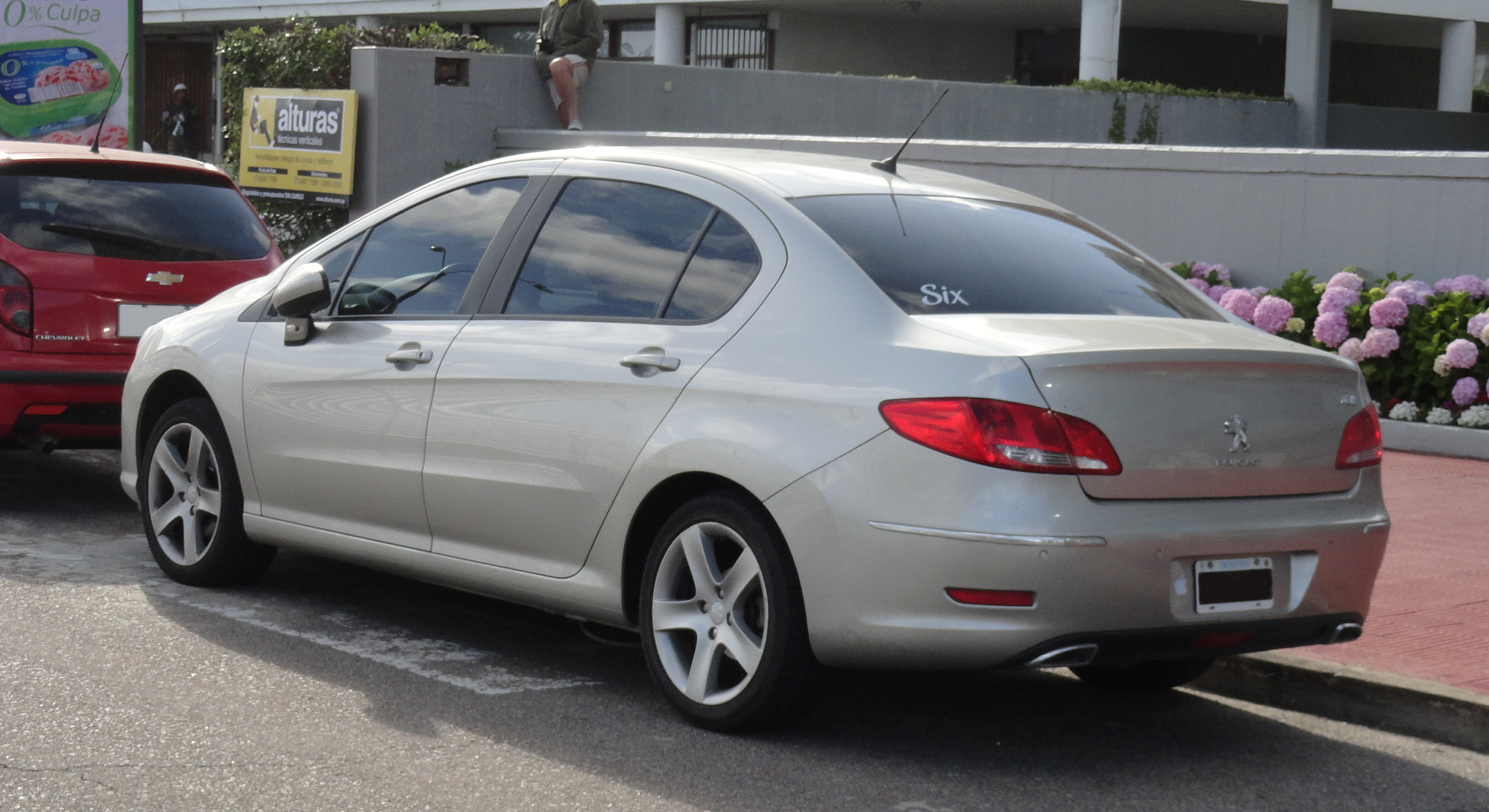

- phase 3.

### Versions compétition

#### Peugeot 408 Stock Car
Peugeot participe au championnat Stock Car brésilien. En 2011, la Peugeot 408 remplace la 307. Elle est motorisée par un V8 de 520 ch.
Elle remporte le titre de champion la même année, pilotée par Caca Bueno et faisant partie du Team Red bull.

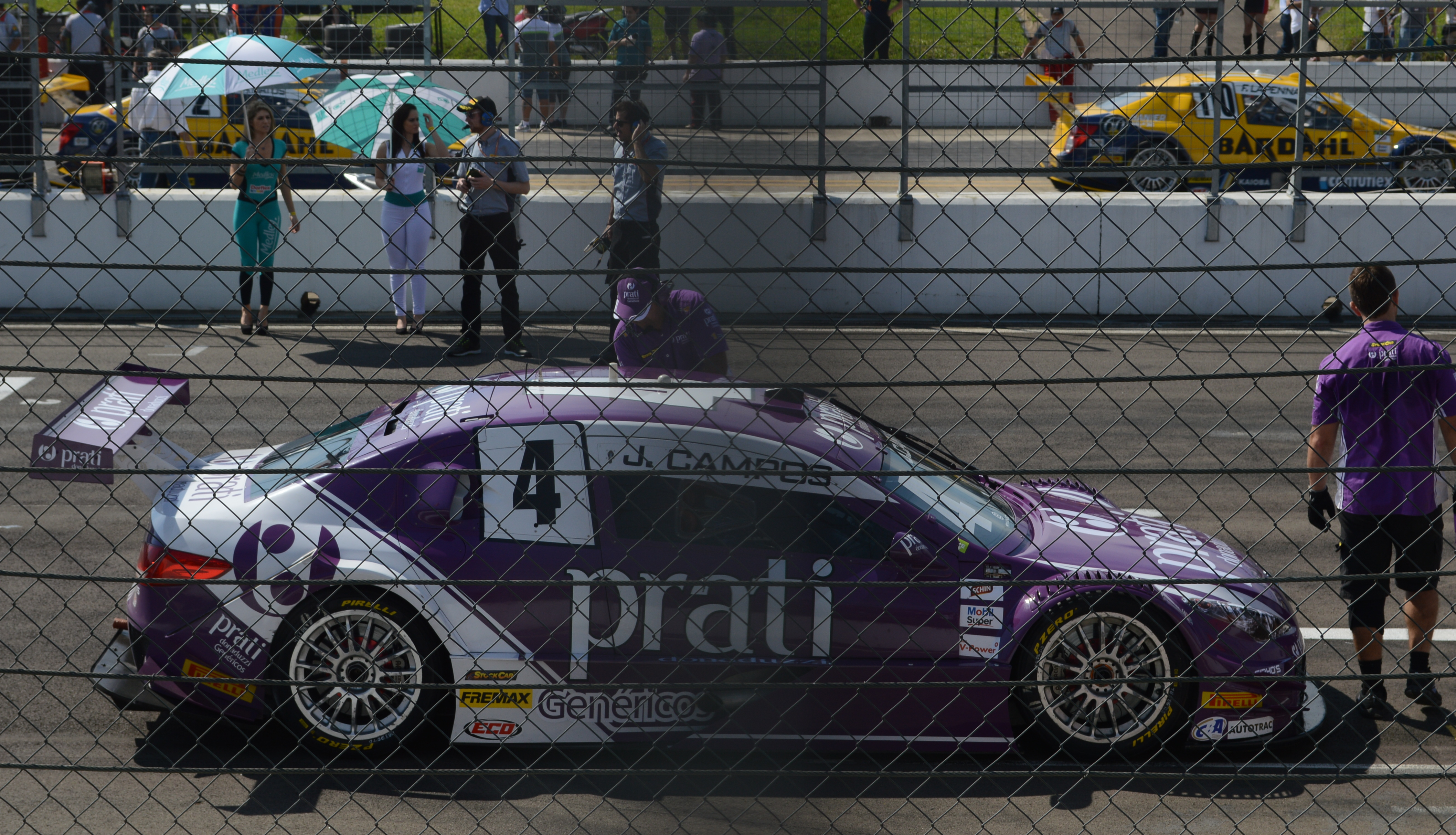

Pilotes :
- Wellington Justino
- Rodrigo Melo Pimenta
- Vitor Genz
- Julio Campos
- Rodrigo Sperafico
- Denis Navarro
- Sergio Jimenez
- Cacá Bueno

#### Peugeot 408 STC2000
- Remporte le championnat argentin TC 2000 en 2014, pour la catégorie Súper TC, avec le Peugeot Lo Jack Team.

Peugeot participe au championnat Super TC 2000 argentin. Celui-ci existe depuis 2012, à la suite de la scission du championnat de voitures de tourisme argentin en deux divisions : TC 2000 et Super TC 2000.
Peugeot engage sa propre équipe et fournit une deuxième équipe. La Peugeot Total Team qui gagne consécutivement les championnats de 2014 et 2015, devant Renault et sa Renault Fluence.

## Peugeot 408 II (2014)

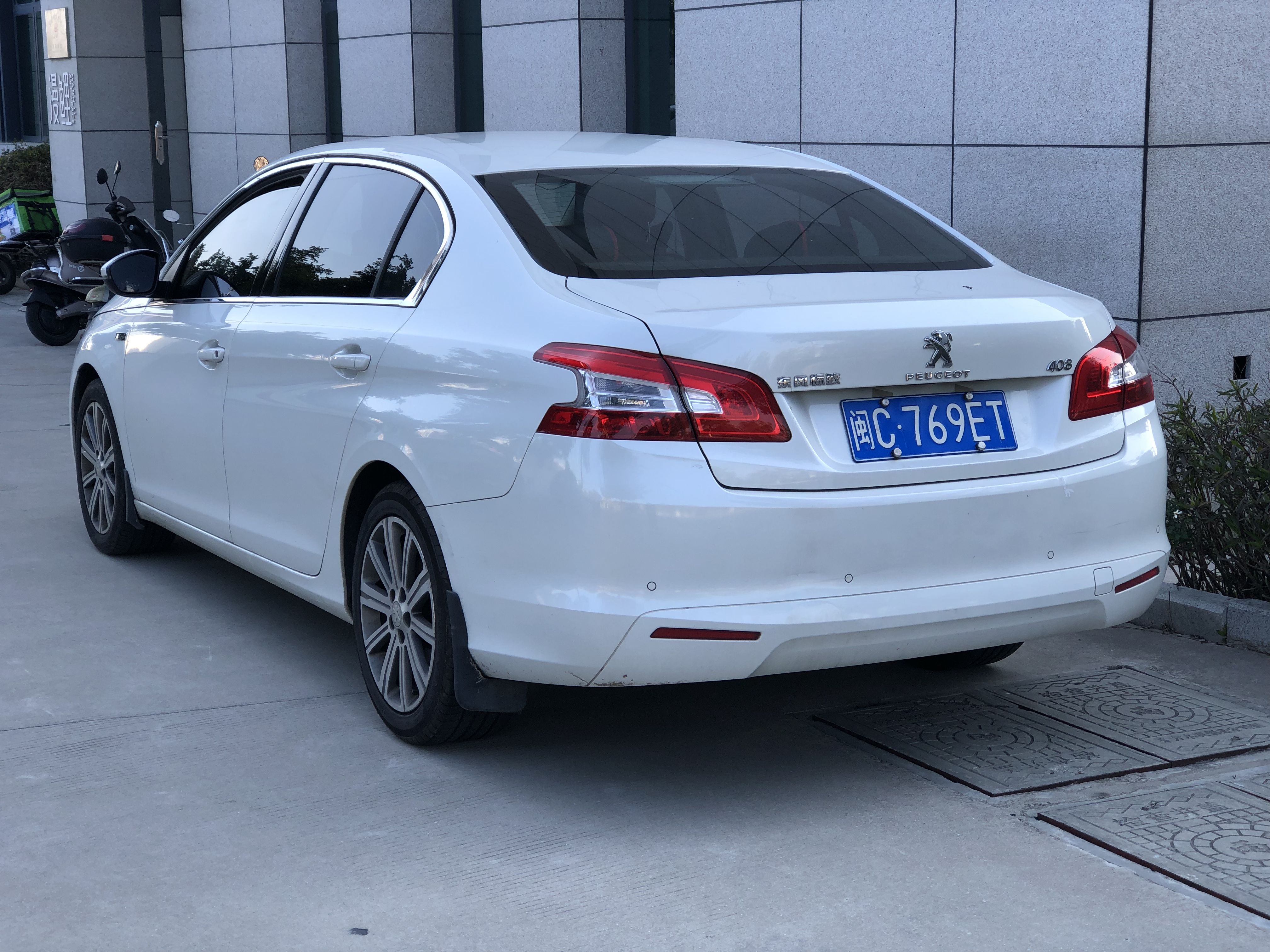
Peugeot 408 II phase 1

Une nouvelle version de la Peugeot 408, basée sur la 308 II et spécialement développée pour la Chine, est présentée au salon automobile de Pékin (Auto China) en avril 2014. Sa conception a été prévue dès la conception de la 308 européenne. Elle est dérivée du break SW de la 308, dont l'empattement est supérieur de onze centimètres à la berline. La 408 partage 70 % de composants communs avec la 308 vendue en Europe. Le logo Peugeot est positionné au milieu de la calandre, et la planche de bord est spécifique par rapport à celle des 308 II européenne et 308S chinoise. De taille comparable à la 508, la 408 complète la gamme des berlines tricorps Dongfeng Peugeot alors constituée des 301, 308 Sedan, 408 et 508.
Elle reçoit un premier restylage en 2018, dans la continuité de celui que la 308 II a connu en 2017.

Phase 2.
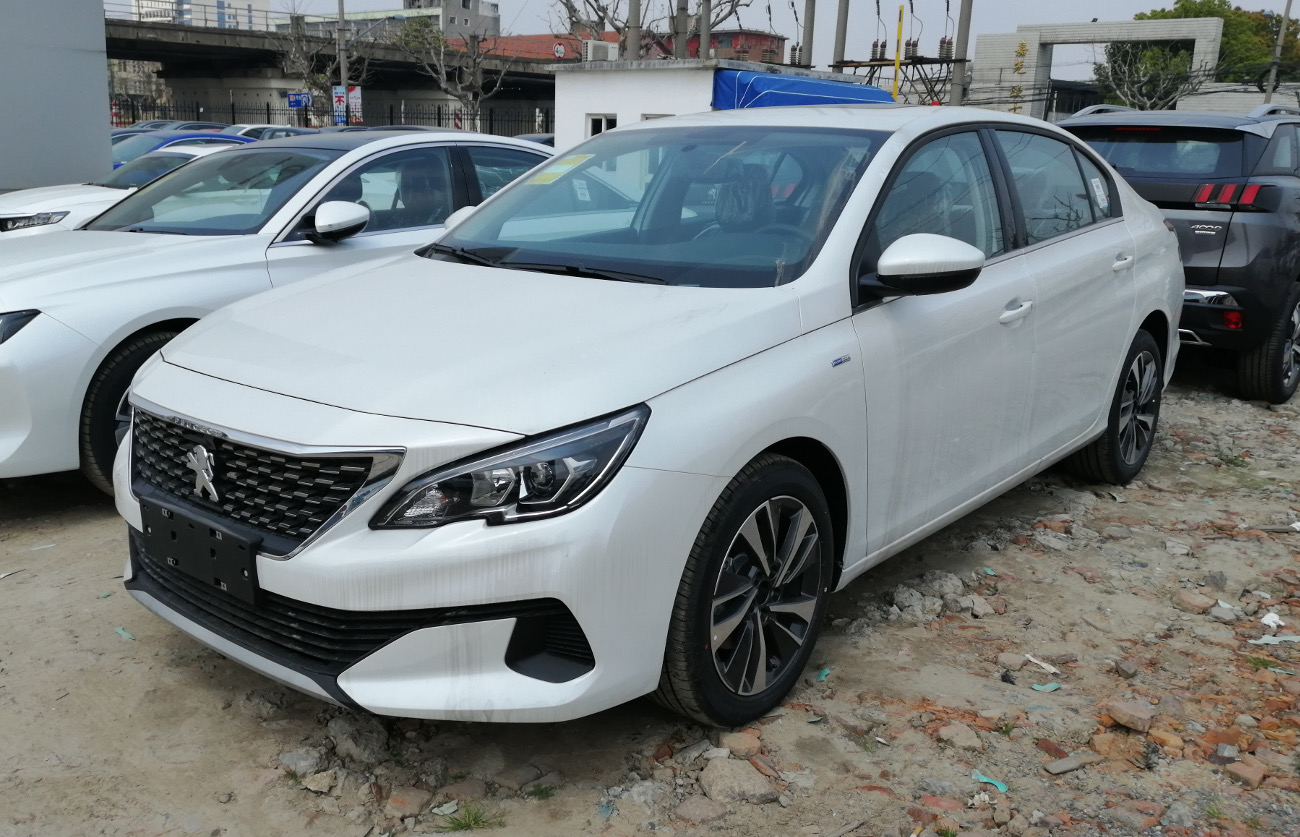
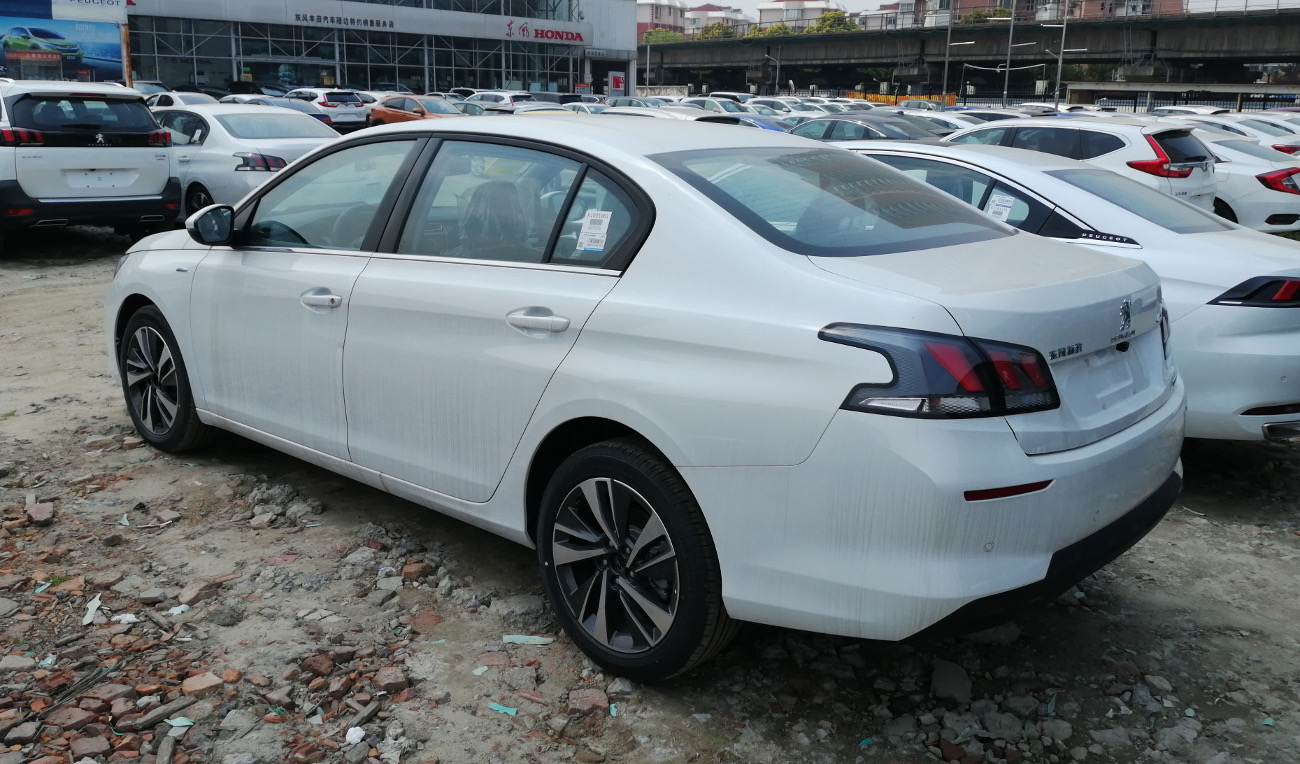

Le second restylage intervient en juin 2022, avec un lancement de la production le mois suivant,. Beaucoup plus profond, il la rattache stylistiquement à la 308 III vendue en Europe.

Phase 3
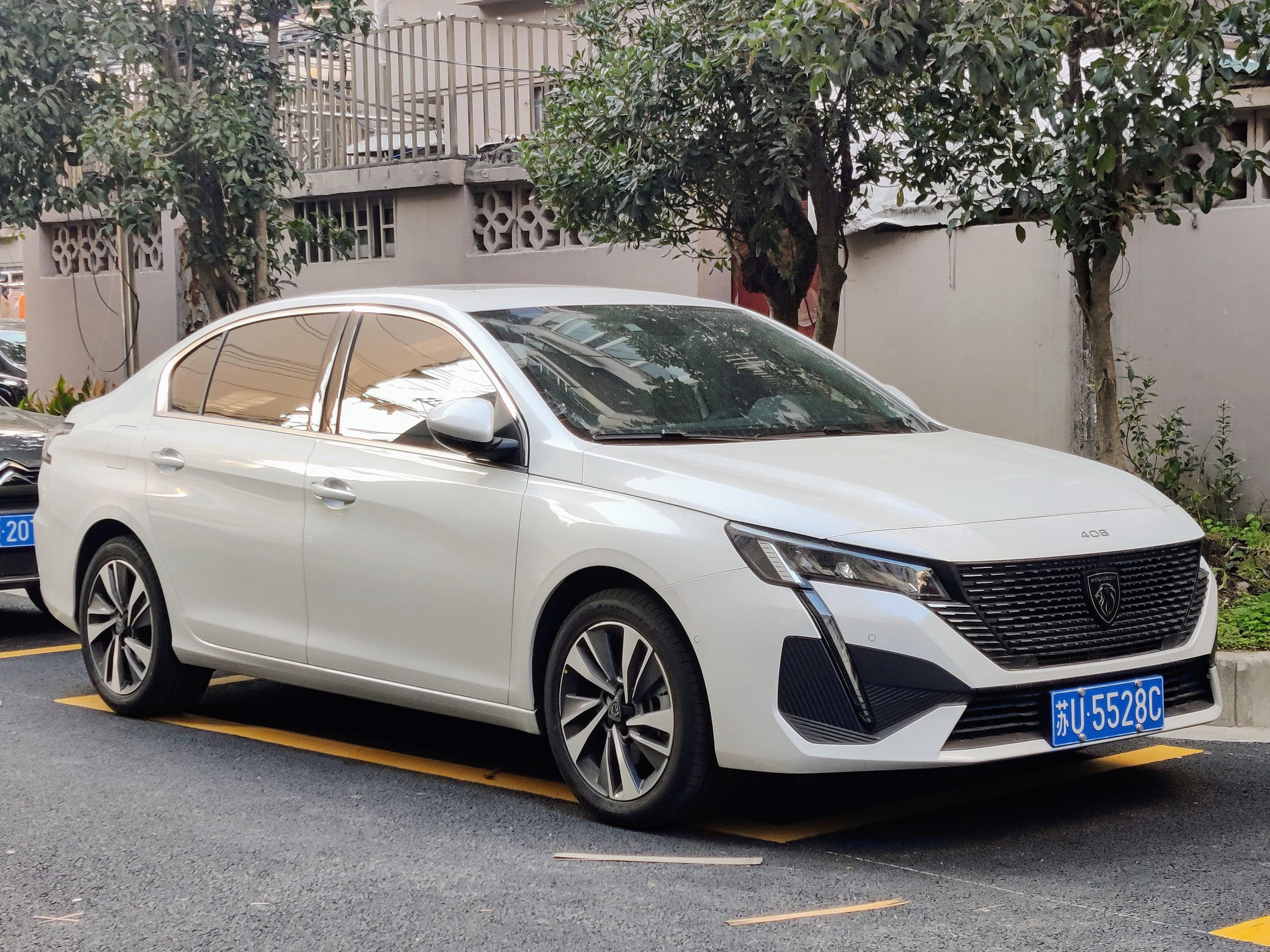
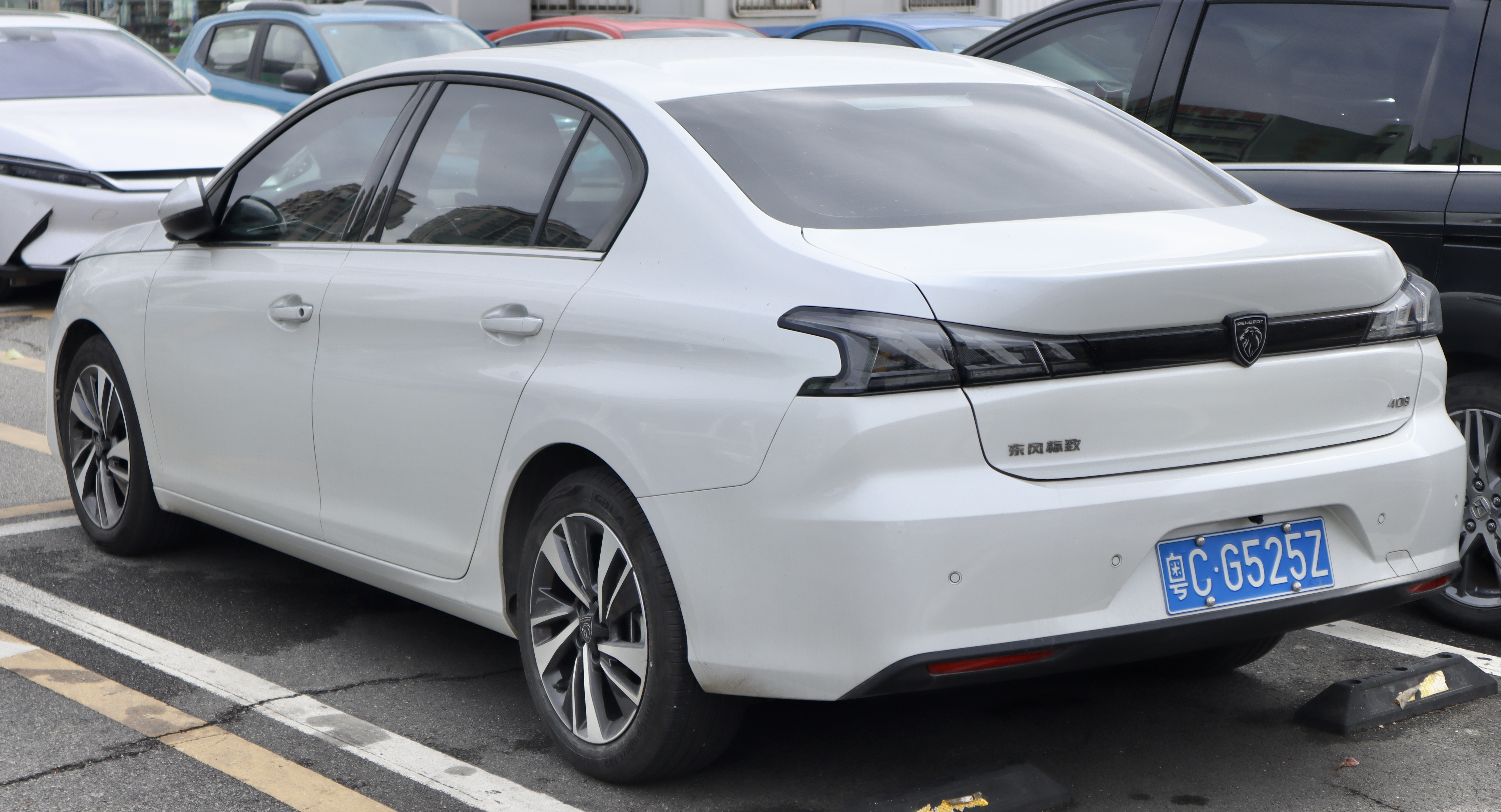
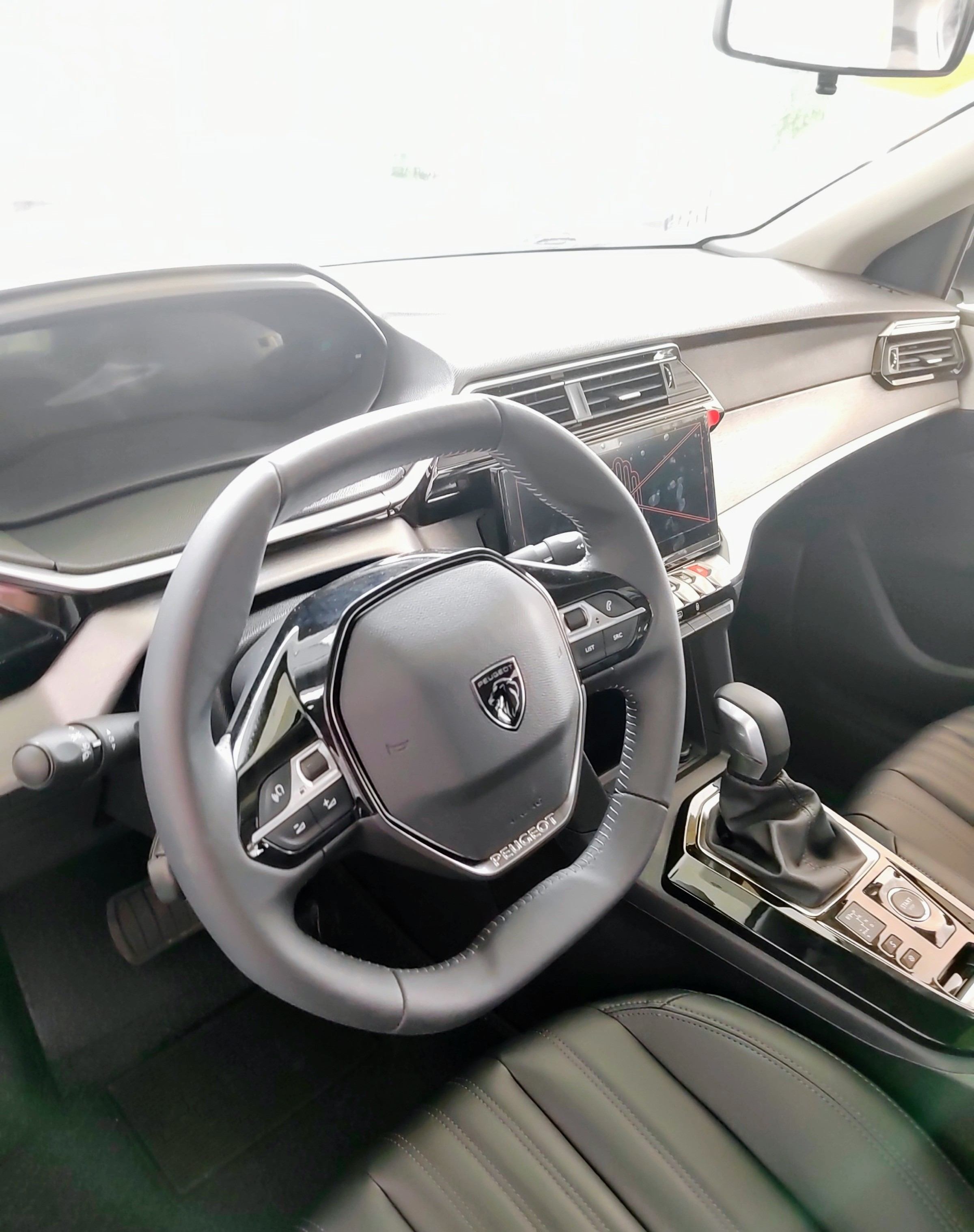

### Dongfeng Fukang ES600
En Chine, la 408 est également commercialisée sous une autre forme : Dongfeng, le partenaire local de Peugeot, lance début 2022 une version électrique appelée Dongfeng Fukang ES600. Elle reprend le design de la 408 II phase 1, avec quelques rares éléments différenciants (calandre pleine, logo).

Fukang ES600
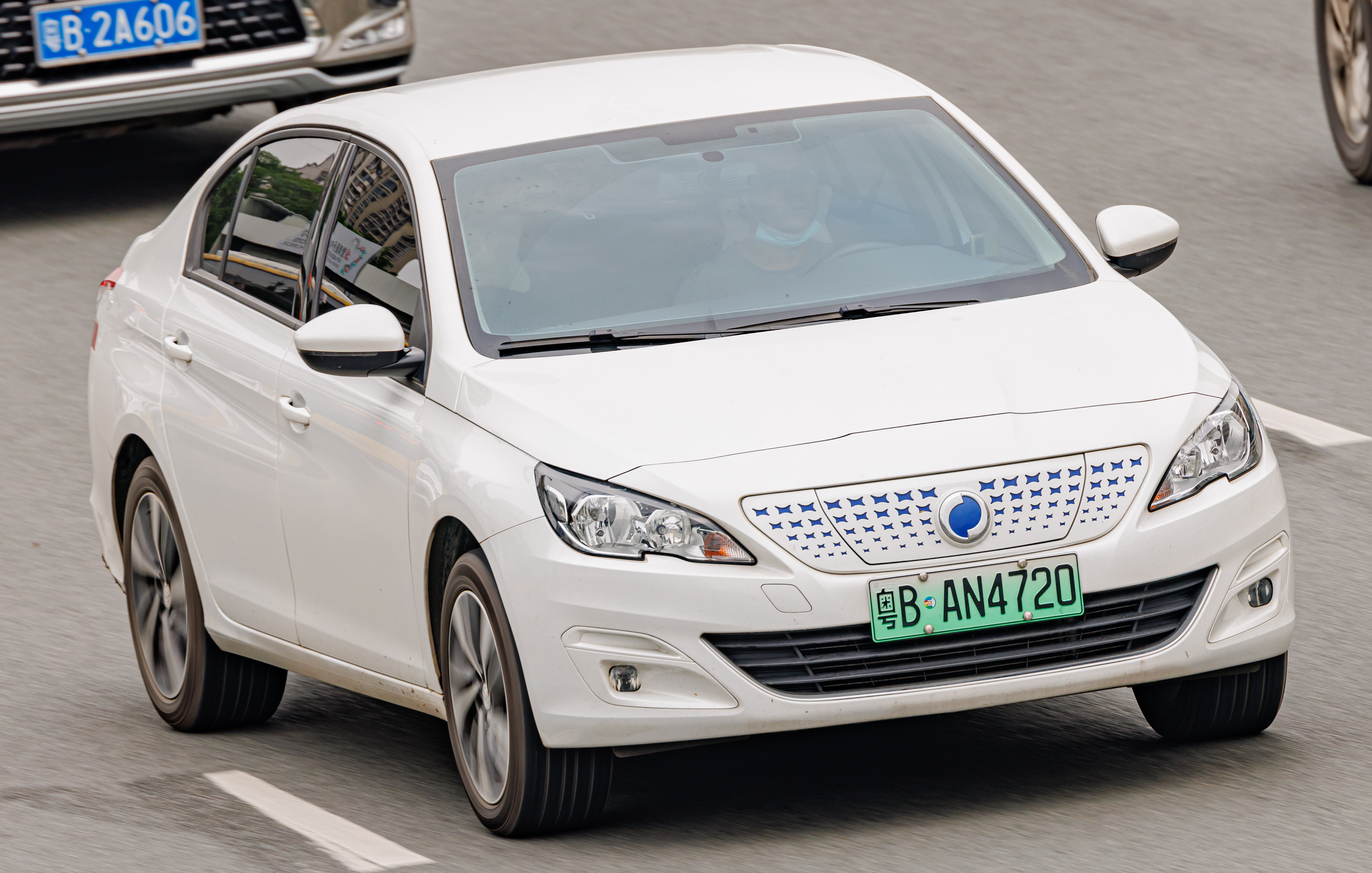
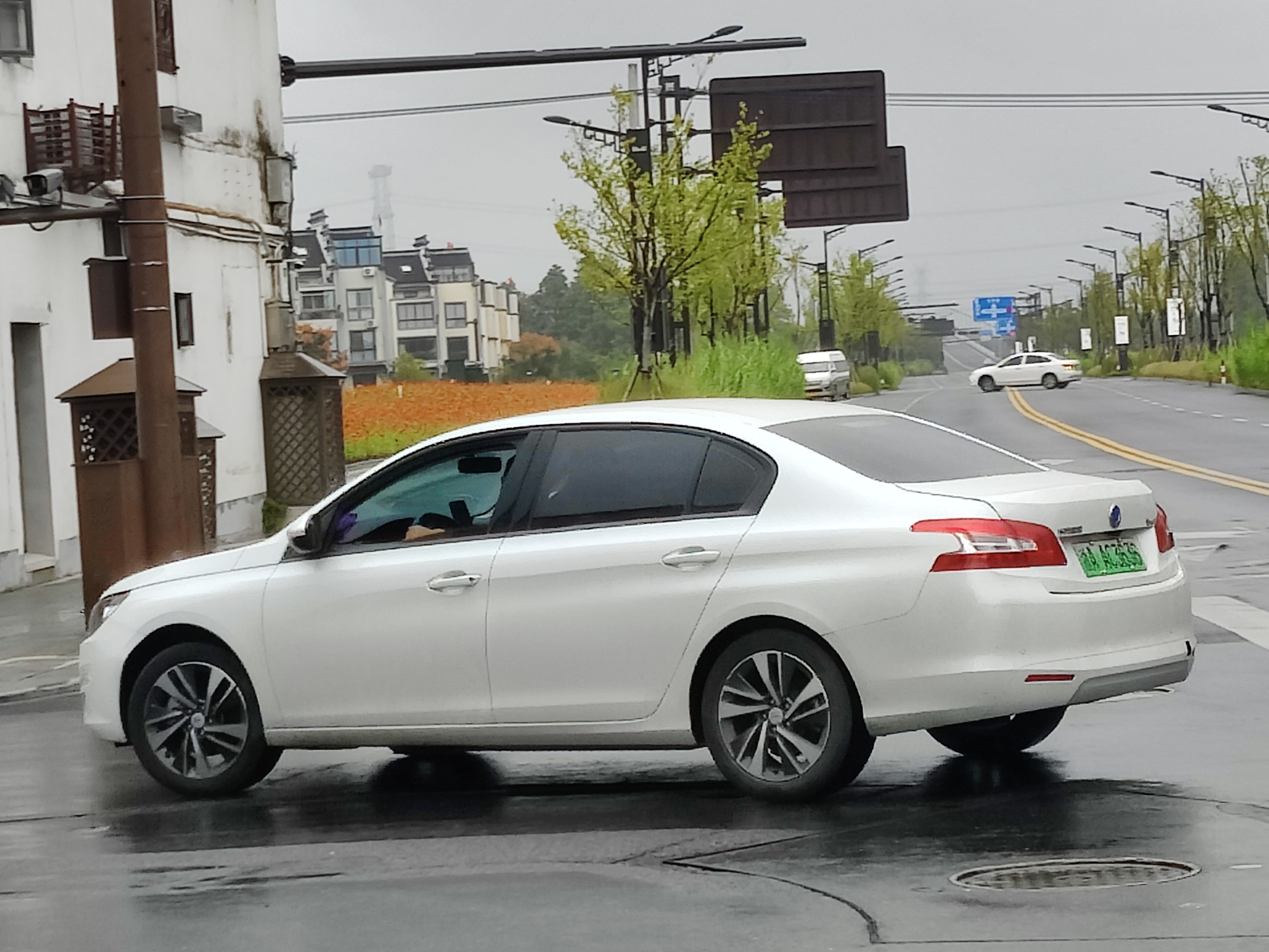